# اریک تمپل بل
اریک تمپل بل (به انگلیسی: Eric Temple Bell) در سال ۱۸۸۳ در شهر آبردین اسکاتلند چشم به جهان گشود و تحصیلات را تا دبیرستان در انگلستان طی نمود. او در ۱۹۰۲ به آمریکا مهاجرت نمود و در ۱۹۱۲ دکتری ریاضی را از دانشگاه کلمبیا دریافت نمود و از آن پس دست به یک سلسله اکتشافات عمیق در ریاضیات زد.
وی در دسامبر ۱۹۶۳ در کالیفرنیا درگذشت.

## فعالیت‌ها
حوزه فعالیت او در آنالیز ریاضی و حساب عالی بود. گفتنی‌ست که اعداد بل در ترکیبیات به نام او نامیده شده‌اند.
او در دانشگاه‌های واشینگتن و شیکاگو تدریس نموده است؛ و در ۱۹۲۶ صاحب کرسی استادی در دانشکده فنی کالیفرنیا شد.